# Jonathan Barnes
Jonathan Barnes (Much Wenlock, 26 dicembre 1942) è uno storico della filosofia inglese, esperto di Aristotele e della filosofia antica.

## Biografia
Educato alla City of London School  e al Balliol College di Oxford, insegnò per 25 anni a Oxford prima di trasferirsi a Ginevra. Dal 1968 al 1978 fu fellow dell'Oriel College, quindi dal '78 al '94 fellow emerito. Professore di filosofia antica a Oxford dal 1989 al 1994, insegnò la stessa materia a Ginevra dal '94 al 2002. Insegnò all'Università di Parigi-Sorbona, divenendone emerito.
Nel 1987 fu eletto fellow della British Academy. Esperto di filosofia greca antica, ha scritto una collezione in due volumi delle opere di Aristotele, dei pre-soscratici e altre aree del pensiero greco.
Nel 1999 fu eletto membro corrispondente onorario dell'American Academy of Arts and Sciences.
Nel 2012 ricevette un dottorato honoris causa da parte dell'Università Humboldt di Berlino.

## Famiglia
Si sposò nel '65 e ha due figlie.
È il fratello del romanziere Julian Barnes e la sua famiglia è menzionata nel libro di memorie di quest'ultimo Nothing to be Frightened Of (del 2008).

## Pensiero
Barnes sostiene che la nostra nozione moderna di metodo scientifico è "completamente aristotelica", confutando gli empiristi Francesco Bacone e John Locke, che pensavano di aver rotto con la tradizione aristotelica. Afferma che le accuse "oltraggiose" contro Aristotele sono state mosse da uomini che non hanno letto le sue opere con sufficiente attenzione e che lo hanno criticato per le colpe dei suoi successori.